# JDownloader
JDownloader — свободный менеджер закачек, написанный на языке программирования Java, который позволяет скачивать файлы с файлообменников. Программа поддерживает автоматическую распаковку архивов RAR, разбитых на несколько частей, объединение файлов, разбитых на части. К особенностям программы относится автоматическая загрузка с RapidShare, включающая учёт времени ожидания и распознавание CAPTCHA без вмешательства пользователя. В программе присутствует закрытый исходный код, что противоречит требованиям лицензии GNU GPL, поэтому разработчики объявили о возможной смене лицензии, оставляя при этом большую часть кода открытой.
При работе инсталлятора JDownloader пользователю предлагается установить некое дополнительное ПО. От этого можно отказаться выбрав соответствующий вариант. Ранее устанавливались AdWare-приложения «Яндекс.Элементы» и «Mobogenie». 

## Функции
- Поддержка наибольшего числа сайтов из существующих программ (3300 на октябрь 2016[2]). Поддерживаются как классические файлообменники, так другие сайты, прячущие прямые ссылки на скачивания, вроде youtube/vkontakte.
- Автоматическое переподключение к интернету для смены ip в случае, если сайты устанавливают задержку между скачиваниями файлов.
- Поддержка служб платного распознавания капчи.
- Извлечение ссылок из страниц.
- Проверка наличия файлов онлайн.
- Поддержка премиум аккаунтов для файлообменников.